# Sylvia Chesebe
Sylvia Chematui Chesebe (née le 17 mai 1987) est une athlète kényane, spécialiste du 800 mètres.

## Biographie
Elle remporte la médaille de bronze du 800 mètres lors des Jeux africains de 2011, à Maputo au Mozambique, en terminant derrière l'Ougandaise Annet Negesa et l'Éthiopienne Fantu Magiso.

## Palmarès
| Date | Compétition               | Lieu       | Résultat | Épreuve       | Temps          |
| ---- | ------------------------- | ---------- | -------- | ------------- | -------------- |
| 2011 | Jeux africains            | Maputo     | 3e       | 800 m         | 2 min 4 s 16   |
| 2012 | Championnats d'Afrique    | Porto-Novo | 4e       | 800 m         |                |
| 2014 | Relais mondiaux de l'IAAF | Nassau     | 2e       | 4 × 800 m     | 8 min 4 s 28   |
| 2015 | Relais mondiaux de l'IAAF | Nassau     | 2e       | Relais medley | 10 min 43 s 35 |
| 2017 | Relais mondiaux de l'IAAF | Nassau     | 5e       | 4 × 800 m     | 8 min 31 s 05  |

## Records
| Épreuve | Performance  | Lieu    | Date         |
| ------- | ------------ | ------- | ------------ |
| 800 m   | 2 min 0 s 76 | Nairobi | 22 juin 2013 |